# Sandhof (Weidenberg)
Sandhof ist ein Gemeindeteil des Markts Weidenberg im Landkreis Bayreuth (Oberfranken, Bayern). Sandhof liegt in der Gemarkung Fischbach.

## Geografie
Die Einöde liegt am Fuße der Leite (551 m ü. NHN, 0,5 km westlich). Südlich des Ortes entspringt der Stephansbach, ein linker Zufluss der Warmen Steinach. Ein Anliegerweg führt zu einer Gemeindeverbindungsstraße, die südöstlich nach Fischbach bzw. nordwestlich zur Staatsstraße 2463 führt.

## Geschichte
Sandhof gehörte zur Realgemeinde Fischbach. Gegen Ende des 18. Jahrhunderts bestand Sandhof aus einem Anwesen. Die Hochgerichtsbarkeit stand dem bayreuthischen Stadtvogteiamt Bayreuth zu. Das bayreuthische Amt Weidenberg war Grundherr des Ganzhofes.
Von 1797 bis 1810 unterstand der Ort dem Justiz- und Kammeramt Neustadt am Kulm. Mit dem Gemeindeedikt wurde Sandhof dem 1812 gebildeten Steuerdistrikt Mengersreuth und der zugleich gebildeten Ruralgemeinde Fischbach zugewiesen. Am 1. Januar 1970 wurde Sandhof in den Markt Weidenberg eingegliedert.

### Einwohnerentwicklung
| Jahr      | 001818 | 001861 | 001871 | 001885 | 001900 | 001925 | 001950 | 001961 | 001970 | 001987 |
| Einwohner | *      | 22     | 17     | 18     | 14     | 15     | 10     | 8      | 12     | 9      |
| Häuser    | *      |        |        | 2      | 2      | 2      | 2      | 2      |        | 2      |
| Quelle    | [ 6 ]  | [ 9 ]  | [ 10 ] | [ 11 ] | [ 12 ] | [ 13 ] | [ 14 ] | [ 15 ] | [ 16 ] | [ 1 ]  |

## Religion
Sandhof ist evangelisch-lutherisch geprägt und nach St. Michael (Weidenberg) gepfarrt.